# الكاكوز
الگاگاؤز هم مجموعة عرقية تركيَّة، ويقطن معظمهم في جنوب جمهورية مولدوفا؛ في مقاطعة (گاگاؤزيا)، وهناك اعداد كبيرة منهم تسكن في جنوب غرب أوكرانيا في منطقة (بودياك)، وجنوب شرق رومانيا في محافظة دوبروجيا. صُنّف الكاكاؤز جينيًا على أنهم ينتمون إلى المجموعات التي تنتمي إلى الشعوب الاناضولية التي تقطن في جنوب شرقي أوروبا.
وعلى خلاف معظم الشعوب التركية، فالگاگاؤز معظمهم مسيحيون ينتمون إلى الكنيسة الأرثوذكسية الشرقية. وهناك جماعة عرقية ذات صلة بالگاگاؤز تسمى گاگاڤوز (أو گاجال) تعيش في الجزء الأوروبي من شمال غرب تركيا.

## اللغة
تنتمي اللغة الگاگاؤزية إلى الفرع الغـُزّي من اللغات التركية، الذي يضم أيضاً اللغات الآذرية والتركية والتركمانية. وتتسم اللغة الگاگاؤزية بقربها الشديد من اللهجات التركية بالبلقان المستخدمة في اليونان وشمال شرق بلغاريا وفي مناطق كومانوڤو وبيتولا في مقدونيا.